# Regionalwahl in Kampanien 1985
Die Regionalwahl in Kampanien 1985 fand am 12. und 13. Mai statt.

## Wahlergebnis
| Listen            | Listen                                        | Stimmen   | %    | Mandate |
| ----------------- | --------------------------------------------- | --------- | ---- | ------- |
|                   | Democrazia Cristiana                          | 1.253.462 | 39,0 | 24      |
|                   | Partito Comunista Italiano                    | 730.413   | 22,7 | 14      |
|                   | Partito Socialista Italiano                   | 458.689   | 14,3 | 9       |
|                   | Movimento Sociale Italiano – Destra Nazionale | 289.835   | 9,0  | 5       |
|                   | Partito Socialista Democratico Italiano       | 173.421   | 5,4  | 3       |
|                   | Partito Repubblicano Italiano                 | 117.537   | 3,7  | 2       |
|                   | Partito Liberale Italiano                     | 73.948    | 2,3  | 1       |
|                   | Democrazia Proletaria                         | 36.273    | 1,1  | 1       |
|                   | Lista Civica e Verde                          | 30.791    | 1,0  | 1       |
|                   | Partito Verde Italiano                        | 13.085    | 0,4  | –       |
|                   | Partito Nazionale Pensionati                  | 11.063    | 0,3  | –       |
|                   | Liga Veneta – Alleanza Italiana Pensionati    | 9.671     | 0,3  | –       |
|                   | UV – Partito Democratico – UPAP – Ecologia    | 6.649     | 0,2  | –       |
|                   | Lokale Liste                                  | 5.370     | 0,2  | –       |
|                   | Partito Nazionale Inquilini                   | 3.766     | 0,1  | –       |
|                   | Partito Umanista                              | 2.097     | 0,1  | –       |
|                   | Partito Monarchico Nazionale                  | 596       | 0,0  | –       |
| Gesamt            | Gesamt                                        | 3.216.666 | 100  | 60      |
|                   |                                               |           |      |         |
| Ungültige Stimmen | Ungültige Stimmen                             | 219.927   | 6,4  |         |
| Wähler            | Wähler                                        | 3.436.593 | 84,3 |         |
| Wahlberechtigte   | Wahlberechtigte                               | 4.074.928 |      |         |